# 잭 펄만
잭 펄먼(Zack Pearlman, 1988년 5월 19일 ~ )은 미국의 배우이다.
앤아버에서 태어났다.

## 출연 작품

### 영화
- The Virginity Hit (2010)
- 스태튼 아일랜드 썸머 (2014, Staten Island Summer) - 프랭크 역
- 드래곤 길들이기 - 드래곤 경주의 시작 (2014, Dragons: Dawn of the Dragon Racers)
- 엘에이 문라이트 (2015, The Night Is Young)
- 인턴 (2015) - 데이비스 역
- 와이 힘? (2016)
- 핫 봇 (2016, Hot Bot)

### 텔레비전
- 멀레이니 (2014-15, Mulaney)